# Площадь Независимости (Куала-Лумпур)
Площадь Независимости (малайск. Dataran Merdeka) — центральная площадь столицы Малайзии Куала-Лумпура. Она расположена перед зданием султана Абдула Самада. Ранее известна как Selangor Club Padang, или просто Padang (что означает «поле» на малайском языке), и использовалась как площадка для крикета клуба Селангор (сейчас Королевский клуб Селангор). Именно здесь в полночь 31 августа 1957 года был спущен флаг Великобритании и впервые поднят малайзийский флаг. С тех пор площадь Независимости является обычным местом проведения ежегодного парада в честь Дня независимости.

## История

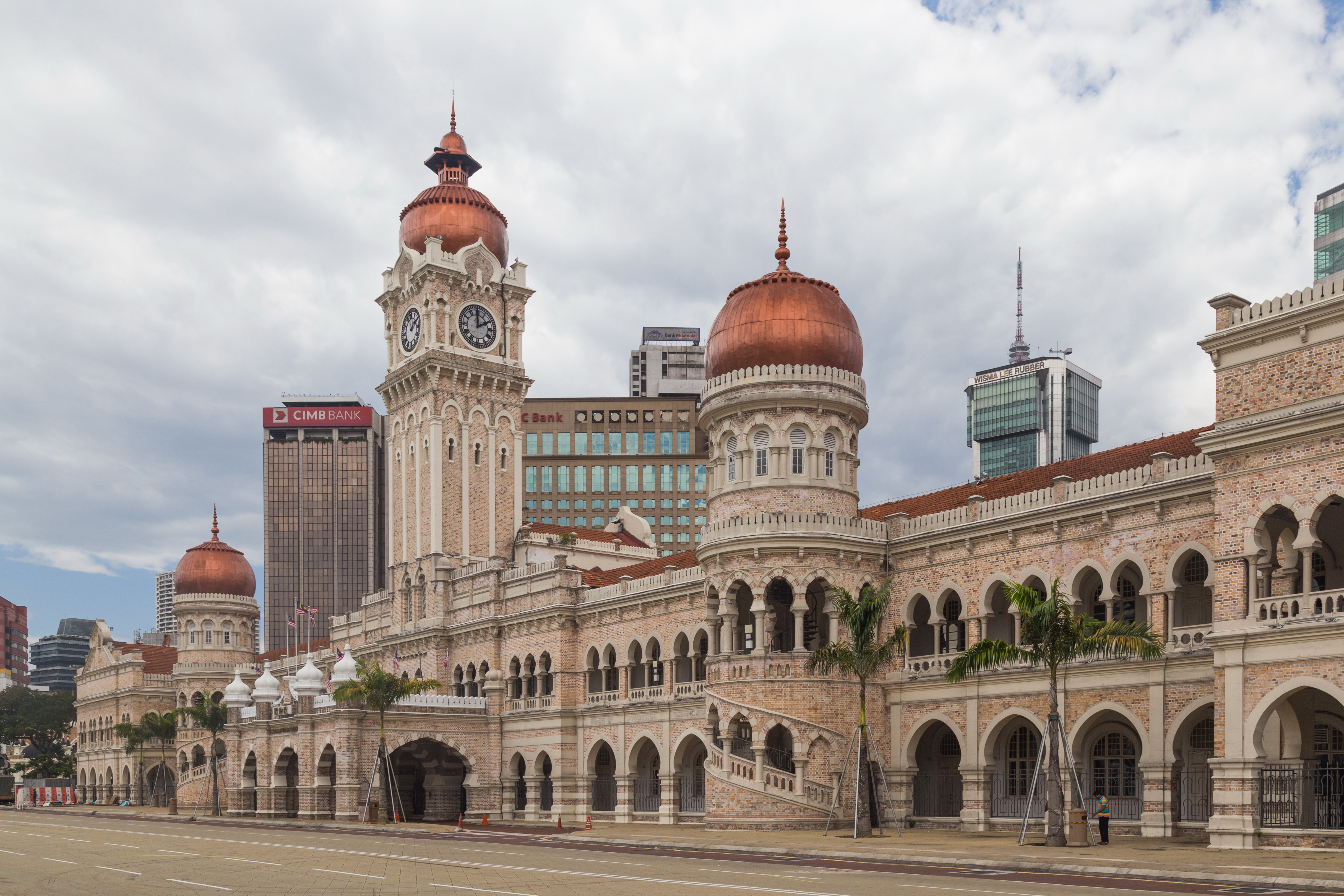
Здание султана Абдул-Самада (1894—1897).

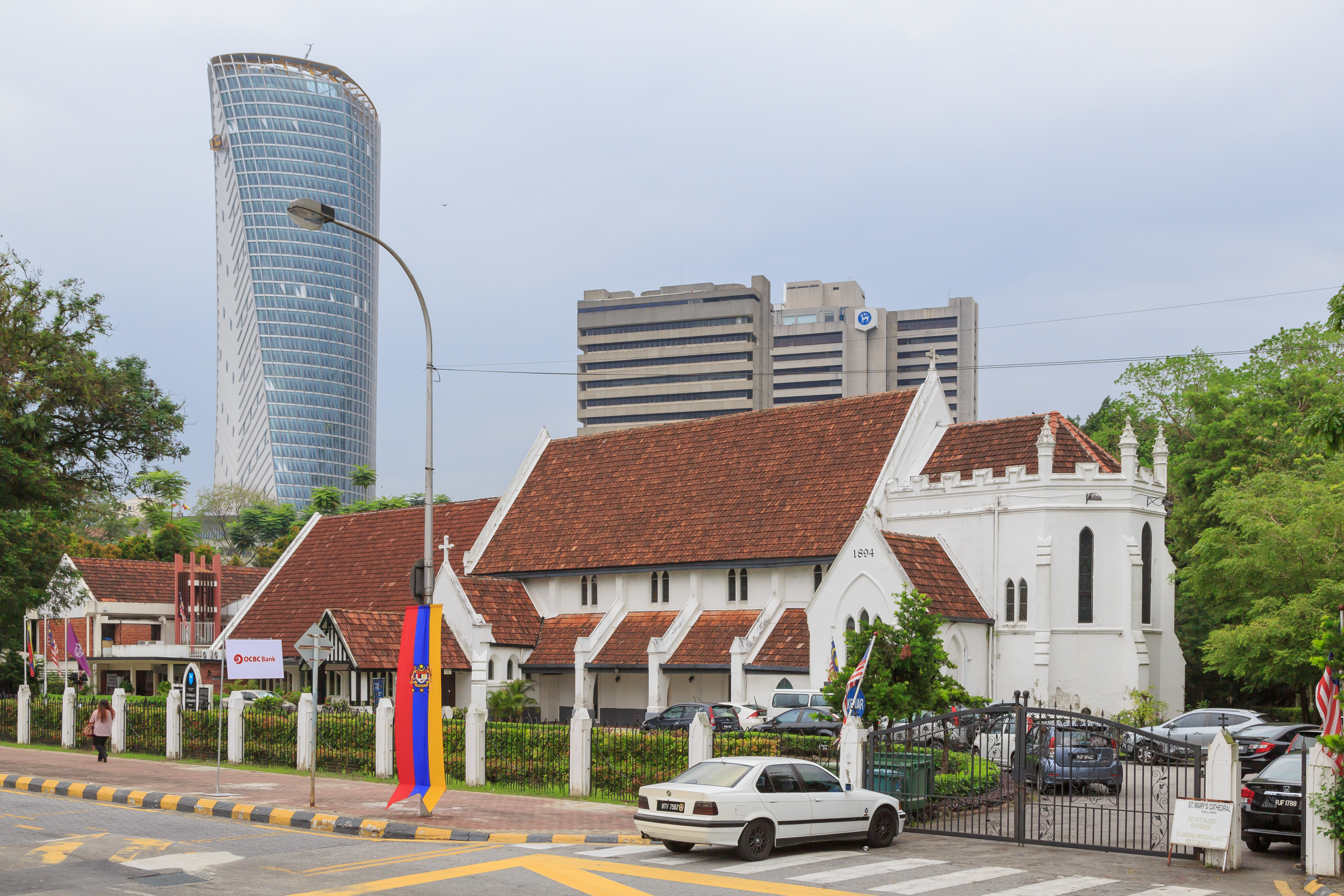
Кафедральный собор Святой Марии (1896).

В первые дни Куала-Лумпура китайские и малайские общины поселились вдоль восточного берега реки Кланг. К западу от реки находилась земля, изначально принадлежавшая Яп А Лою, которая использовалась для выращивания овощей. В 1880 году столица штата Селангор была перенесена из Кланга в Куала-Лумпур колониальной администрацией. Тогдашний британский резидент Уильям Блумфилд Дуглас решил, что правительственные здания и жилые помещения для персонала должны быть расположены к западу от реки, чтобы держаться подальше от того, что он считал антисанитарными условиями города и возможностью восстания местных жителей. Правительственные учреждения и новый полицейский участок были построены на Букит Аман, а жильё для полиции располагалось на Барак-роуд (теперь Джалан Тангси и часть Джалан Раджа). Затем участок болотистой и неровной земли непосредственно к западу от реки Кланг был выровнен и осушён, чтобы использовать его в качестве учебного полигона для полиции. Земля была приобретена у Япа британским резидентом Фрэнком Суэттенхэмом в 1882 году. Этот участок земли, называвшийся Парадной площадкой, стал Падангом. В 1892 году и. о. британского резидента Эрнест Бирч, который был страстным игроком в крикет, начал выравнивать землю, чтобы её можно было использовать как площадку для крикета и других видов спорта. Клубный дом Selangor Club был построен на нынешнем месте в 1890 году, а Кафедральный собор Святой Марии был построен в 1895 году.
В 1897 году правительственные учреждения были перемещены из Букит Амана в здание Султана Абдула Самада с видом на Паданг. Здание является одной из самых значительных достопримечательностей. В этом здании размещался Секретариат штата Селангор, а затем Верховный суд до того, как суд был перемещен, и здание оставалось неиспользованным в течение нескольких лет. Сейчас в нём находится Министерство наследия, культуры и искусств.

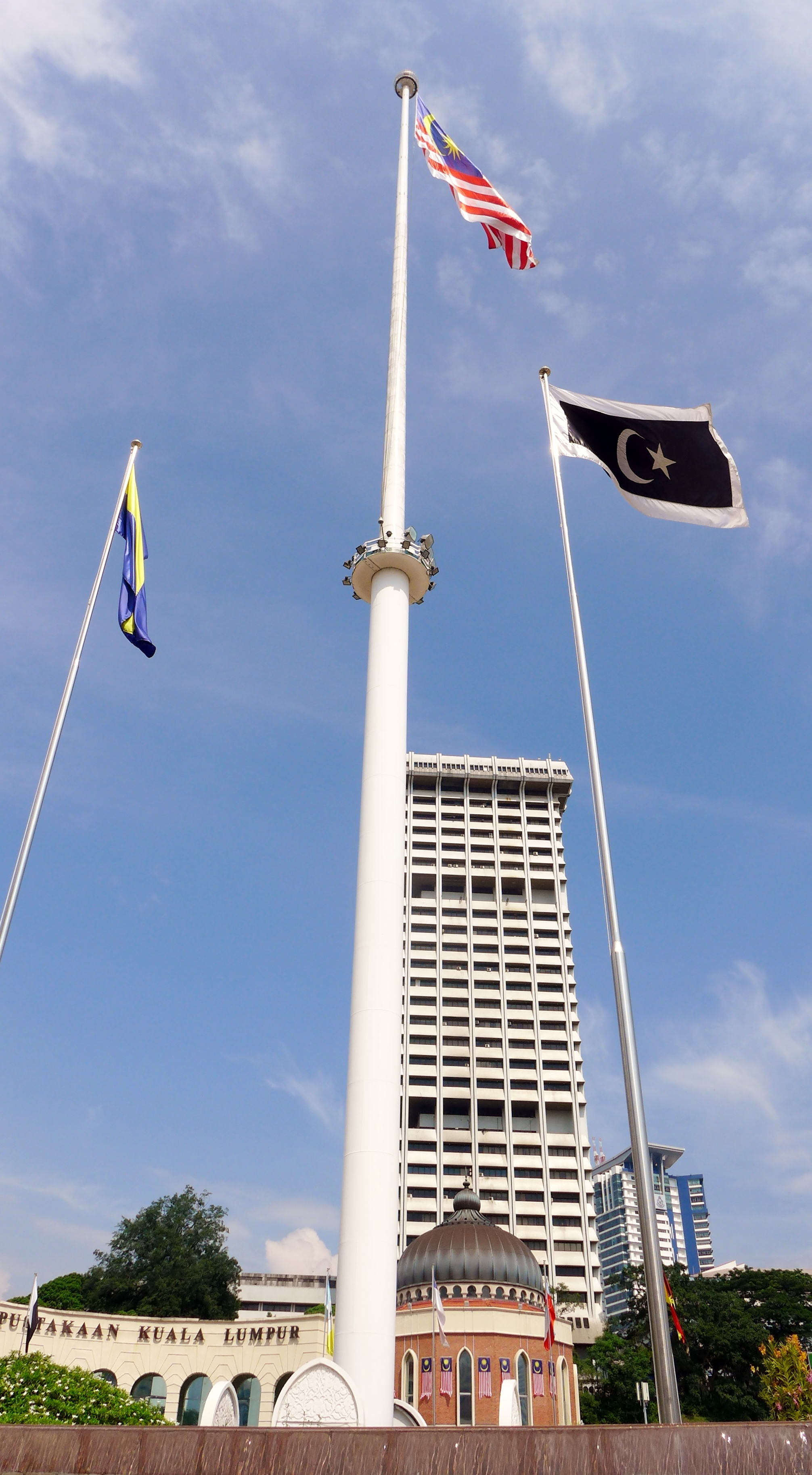
Флагшток, один из самых высоких в мире

Поскольку здание султана Абдул Самада было спроектировано и его строительство началось до того, как Куала-Лумпур стал столицей Федеративных Малайских Штатов, оно не могло вместить столичную администрацию. Типография была построена в 1899 году на юго-западном углу Паданга, ратуша на северо-востоке — в 1904 году, железнодорожные офисы на юго-востоке — в 1905 году, почтовое отделение к югу от здания султана Абдул Самада в 1907 году, здание Департамента геодезии в 1910 году и Верховный суд в 1915 году в северо-восточной части.
В полночь 30 августа 1957 года в Паданге был спущен британский флаг и впервые поднят малайский флаг. Утром 31 августа 1957 года на стадионе Независимости состоялась церемония провозглашения независимости Малайзии.
Поскольку площадь Паданг была расположена напротив правительственных учреждений, она использовалась для многих национальных и гражданских мероприятий. Площадь в колониальную эпоху была сдана в аренду клубу Selangor и использовалась для различных видов спорта, таких как крикет и регби и травяное покрытие повреждалось, что мешало людям посещать площадь. В 1987 году Паданг был возвращён правительству. Правительство превратило Паданг в исторический парк и туристическую достопримечательность, назвав её площадью Независимости, с элементами, вдохновлёнными Трафальгарской площадью в Лондоне. Центральным элементом был флагшток, на котором был спущён британский флаг, ознаменовавший конец колониальной эпохи в Малайзии. Строительство объекта было завершено в октябре 1989 года и официально открыто тогдашним премьер-министром Махатхиром Мохамадом 31 декабря 1989 года.

Парад в День Независимости
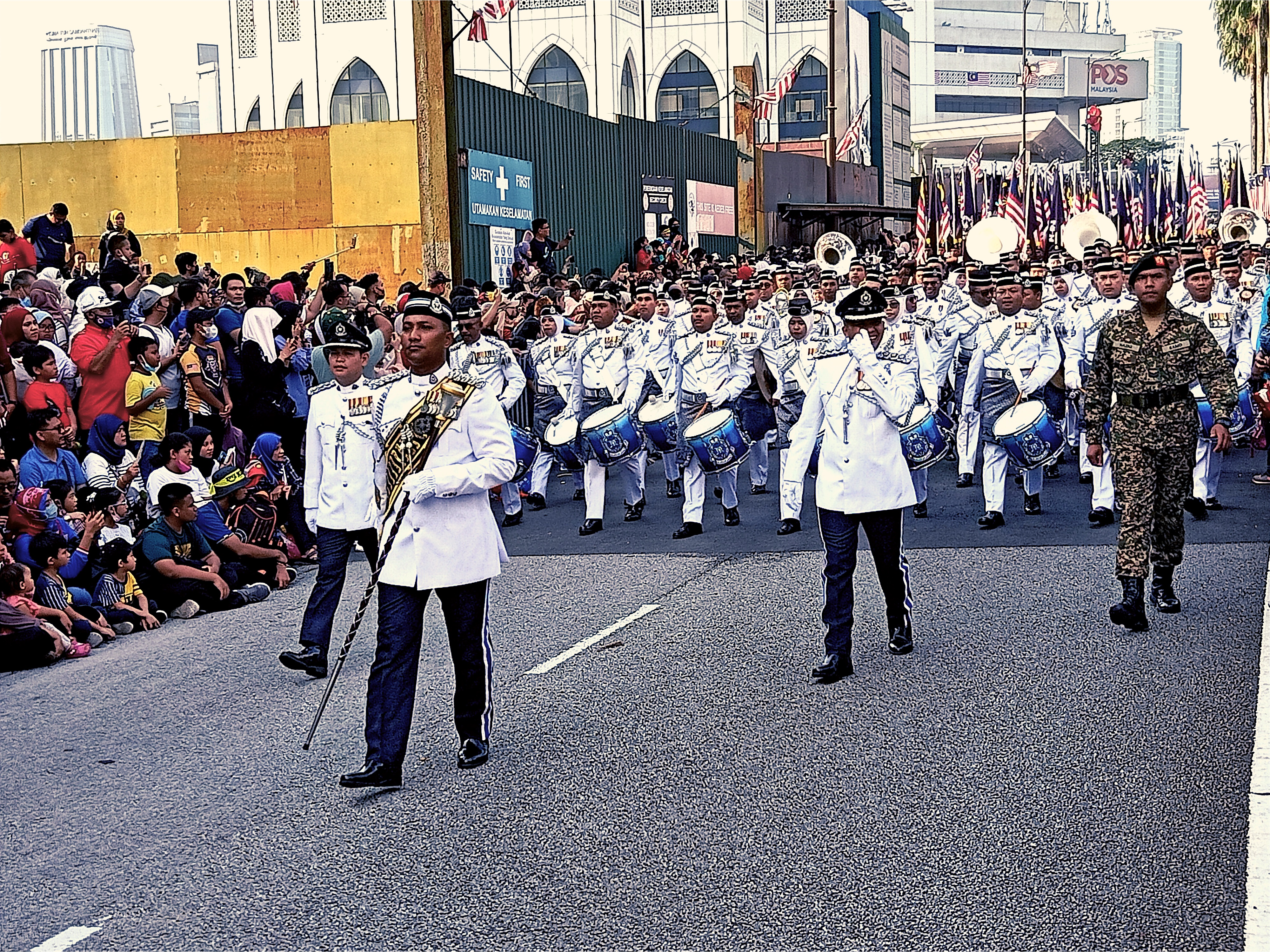
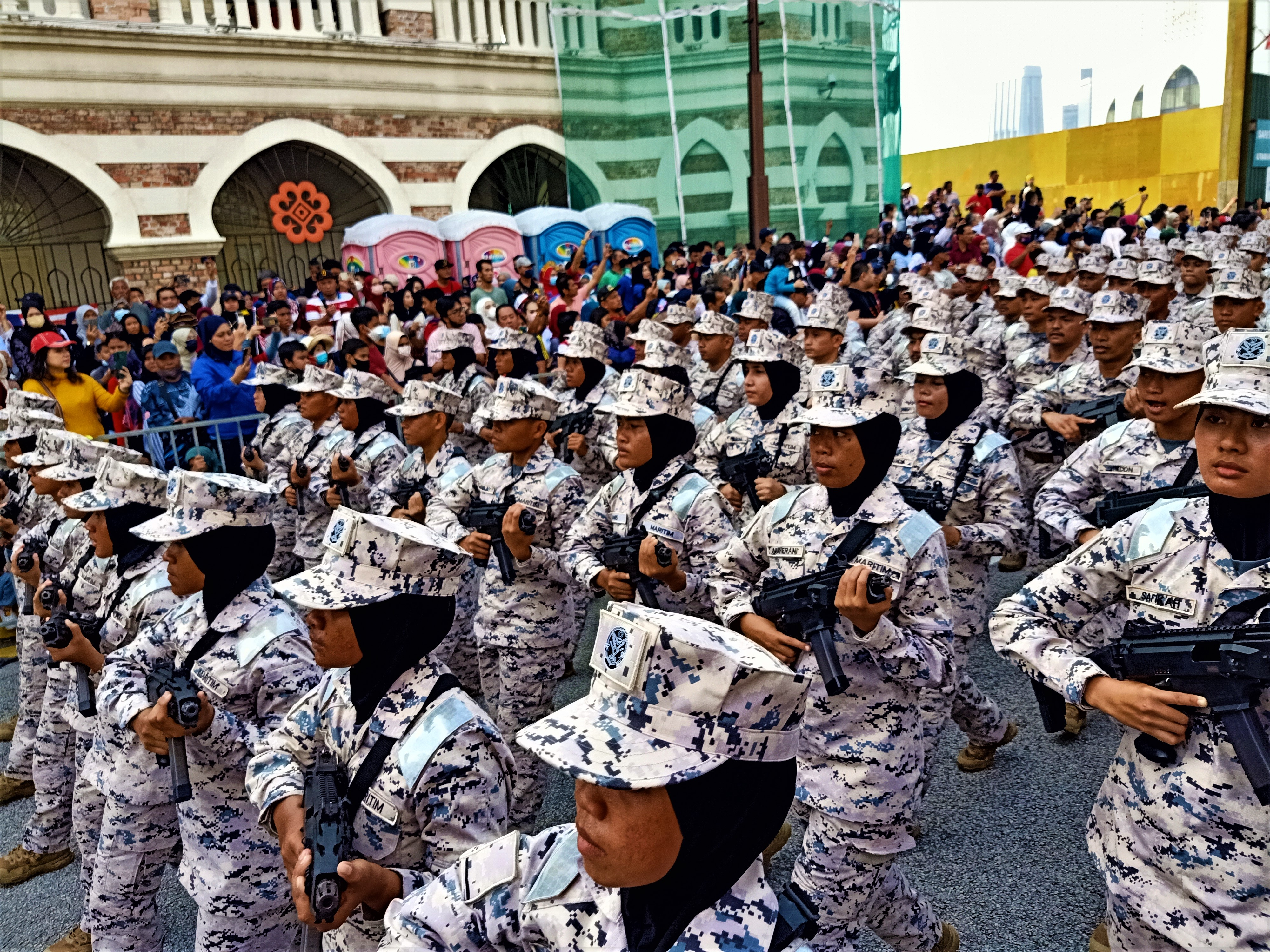
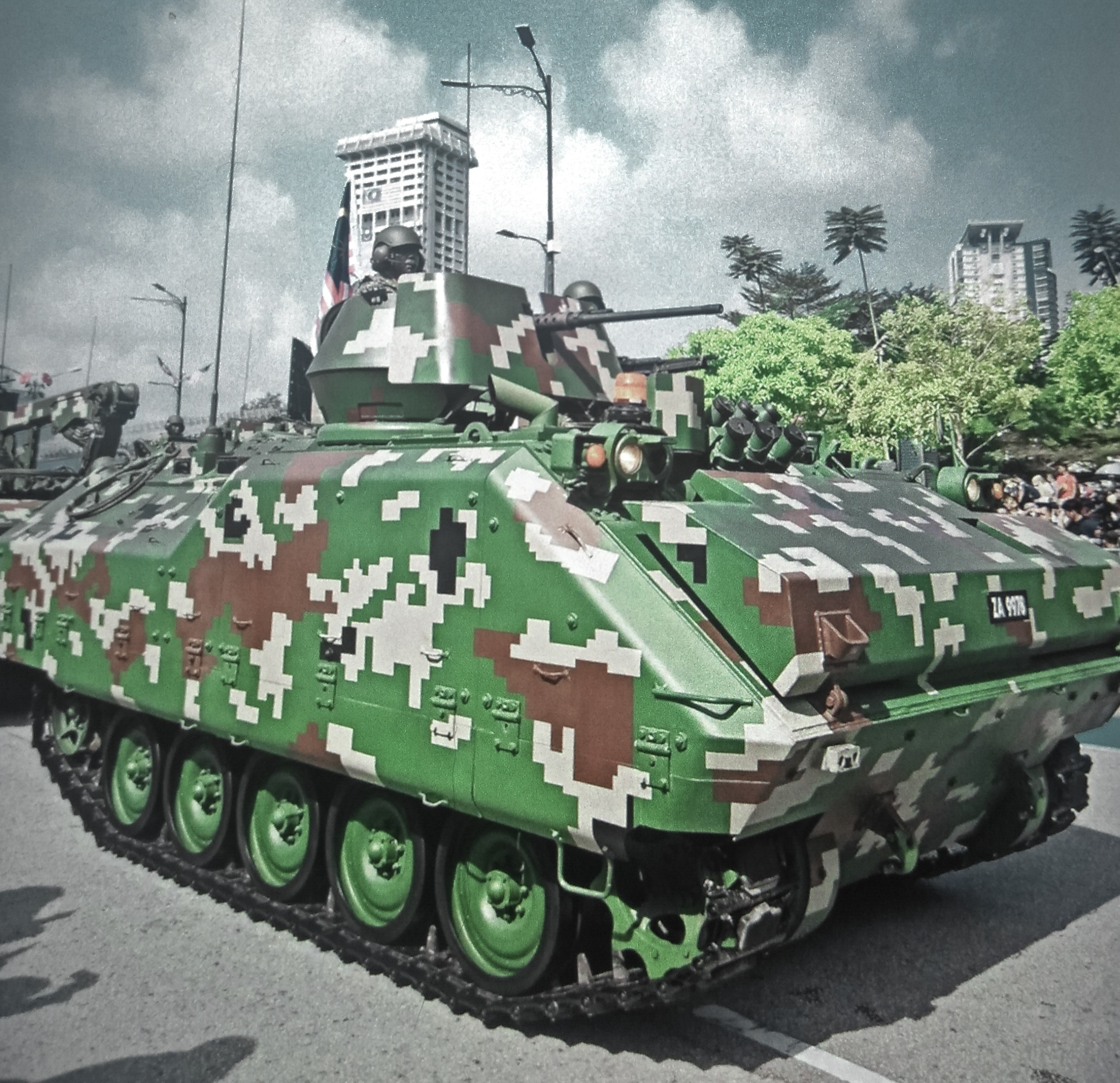
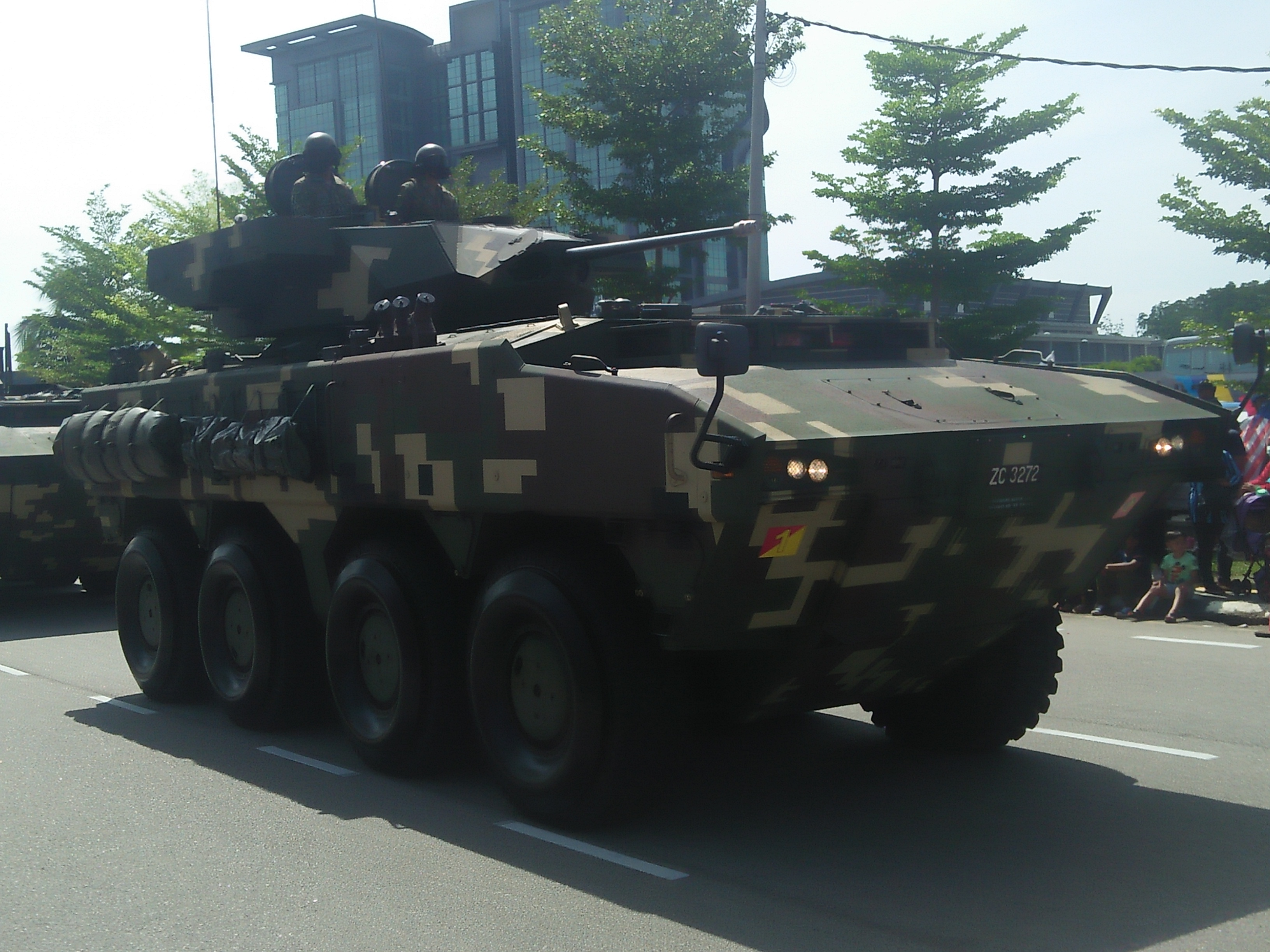

## Примечательные здания и сооружения
На юге площади расположен 95-метровый флагшток, один из самых высоких в мире. Мемориальная мраморная доска расположена на месте поднятия первого флага независимой Малайзии. Рядом с флагштоком на углу Паданга находится фонтан, построенный в 1897 году в память Стива Харпера, известному в городе полицейскому инспектору. Под площадью Независимости расположены автостоянка и торговая зона Плаза площади Независимости, которые, однако, пострадали от наводнения.
Вокруг площади расположен целый ряд зданий, представляющих исторический интерес. Рядом с площадью находится здание султана Абдул-Самада (сейчас Министерство информации, коммуникаций и культуры Малайзии). Напротив площади находится Королевский клуб Селангор, основанный в 1884 году для высокопоставленных членов британского колониального общества. На юге находится здание банка Standard Chartered, где размещался Национальный исторический музей. Рядом с ним находится Городская галерея Куала-Лумпура. На севере находится англиканский Кафедральный собор Святой Марии, в настоящее время епархия Западной Малайзии и кафедра епископа Западной Малайзии. Недалеко от площади также находится исторический Железнодорожный вокзал Куала-Лумпура, который до 2001 года был центральным вокзалом города.

Здания на площади Независимости
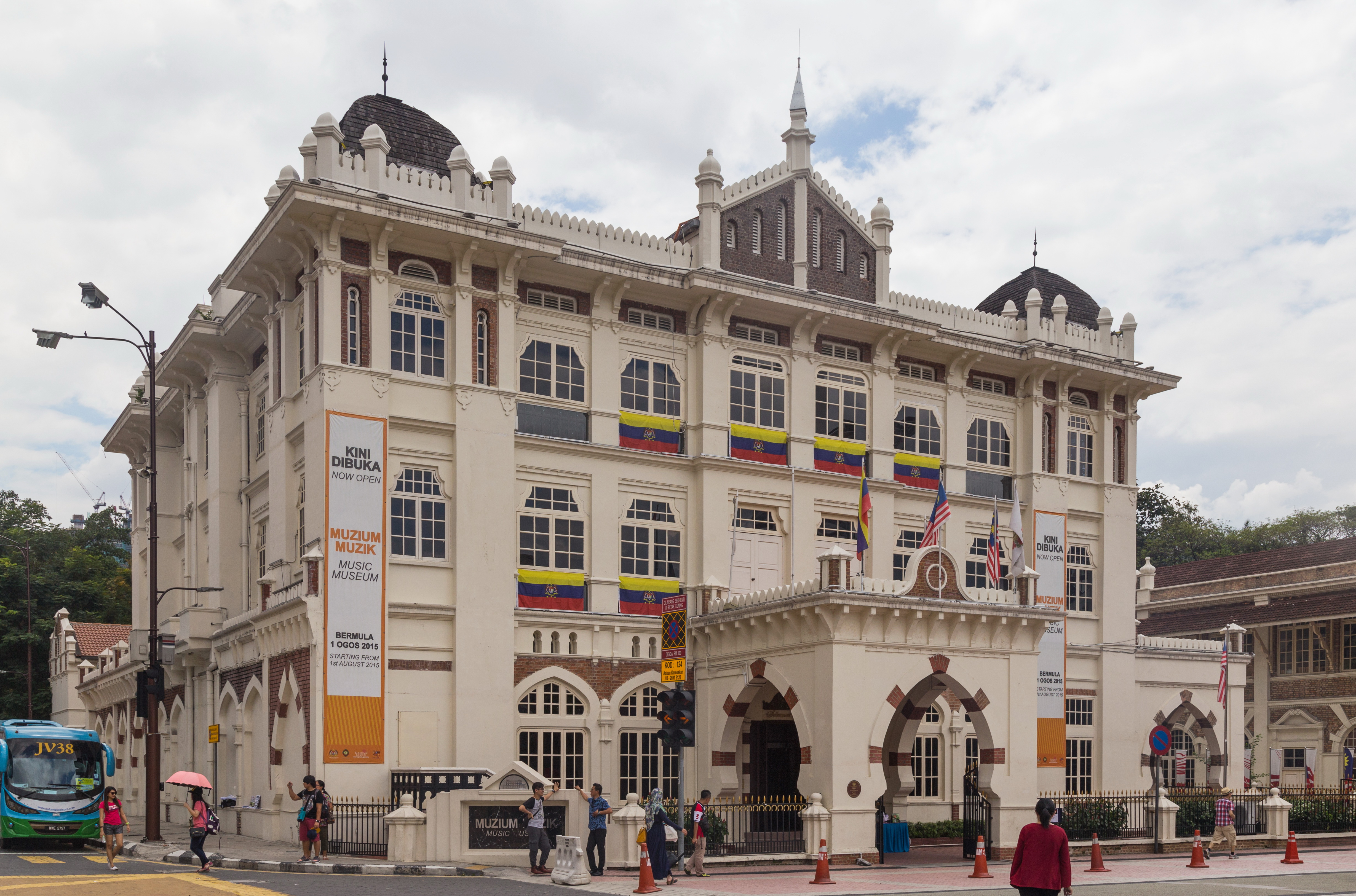
Бывший Национальный исторический музей
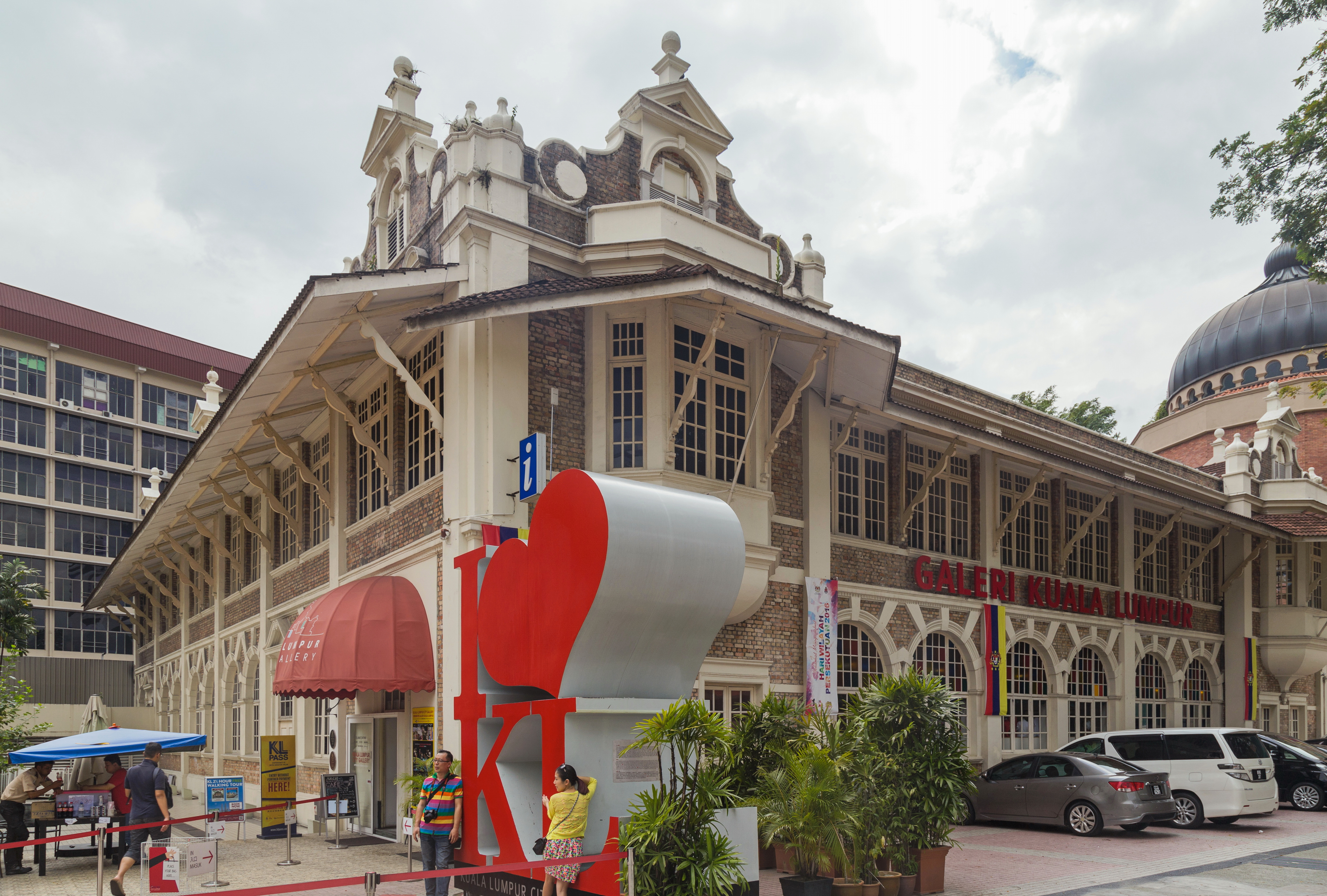
Городская галерея Куала-Лумпура
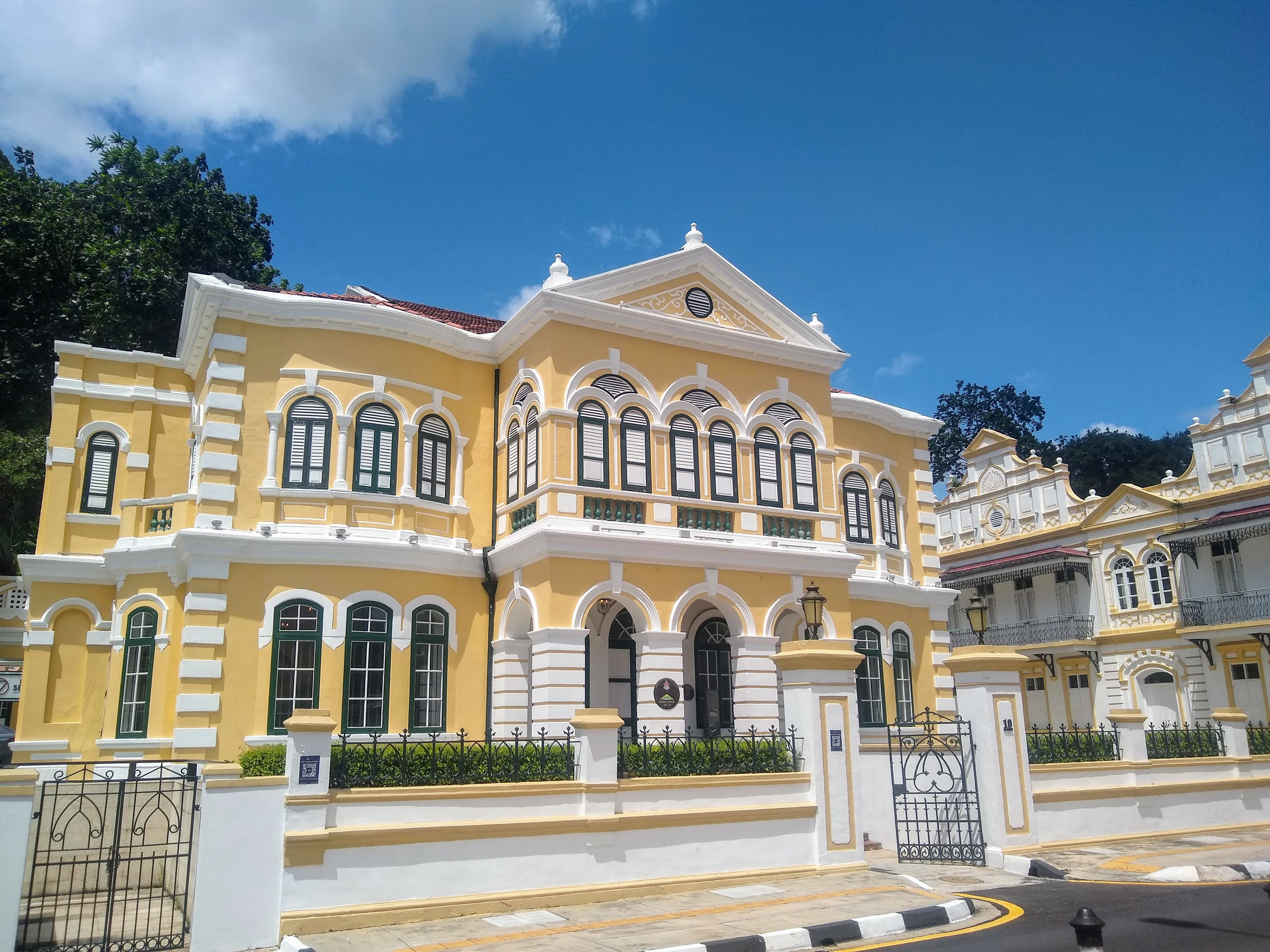
Усадьба Лок-Холл
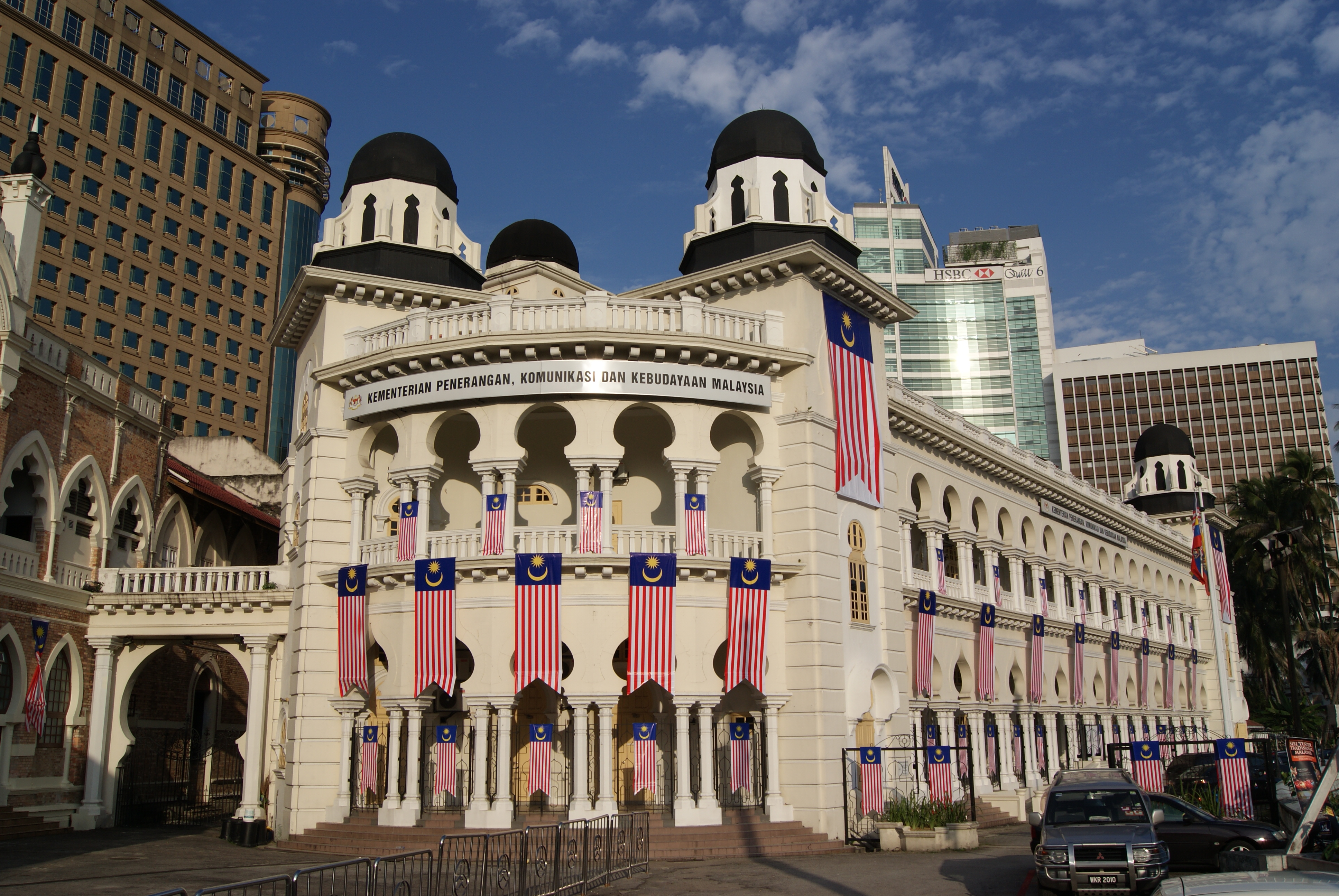
Верховный суд
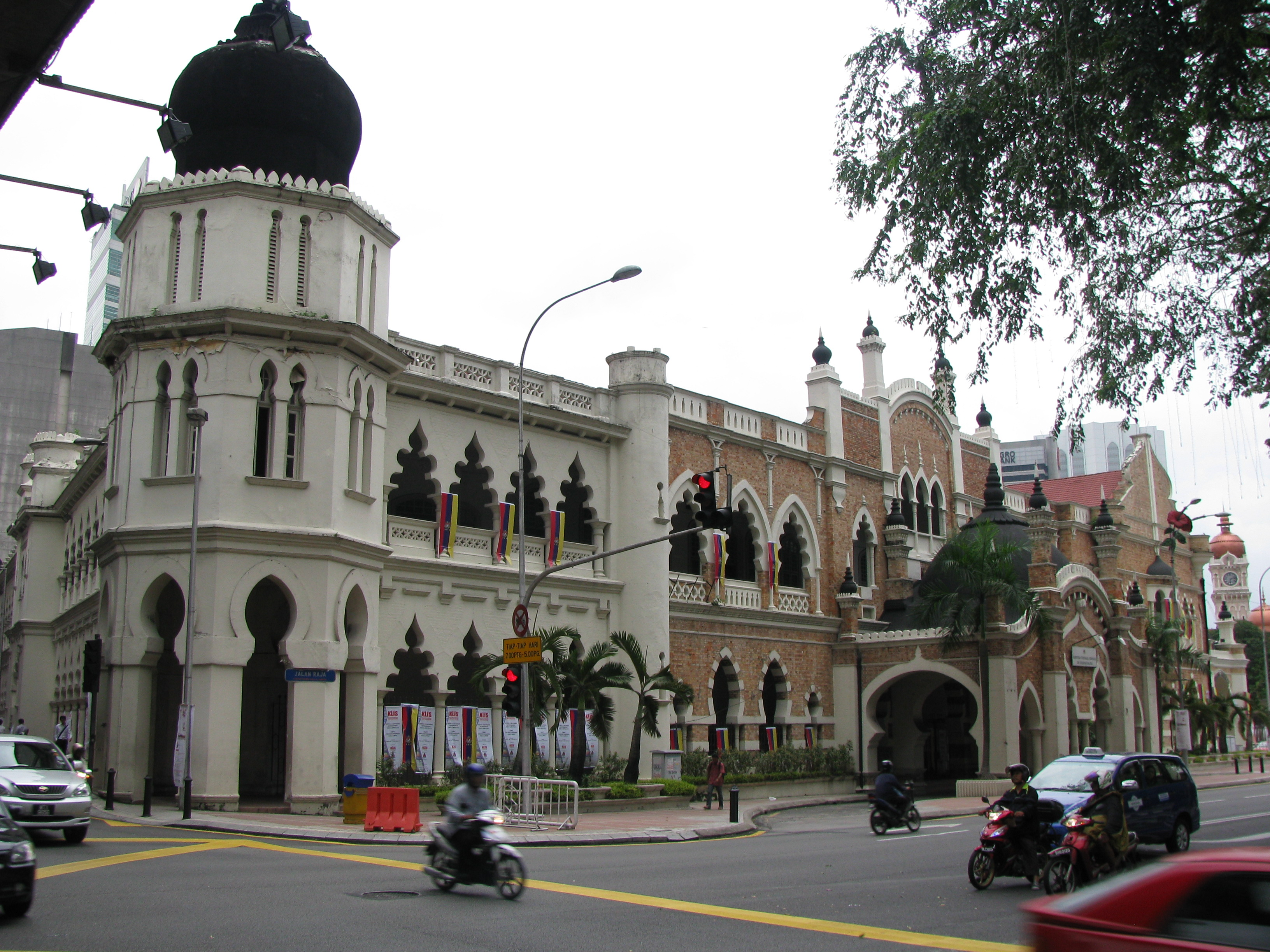
Бывшая ратуша
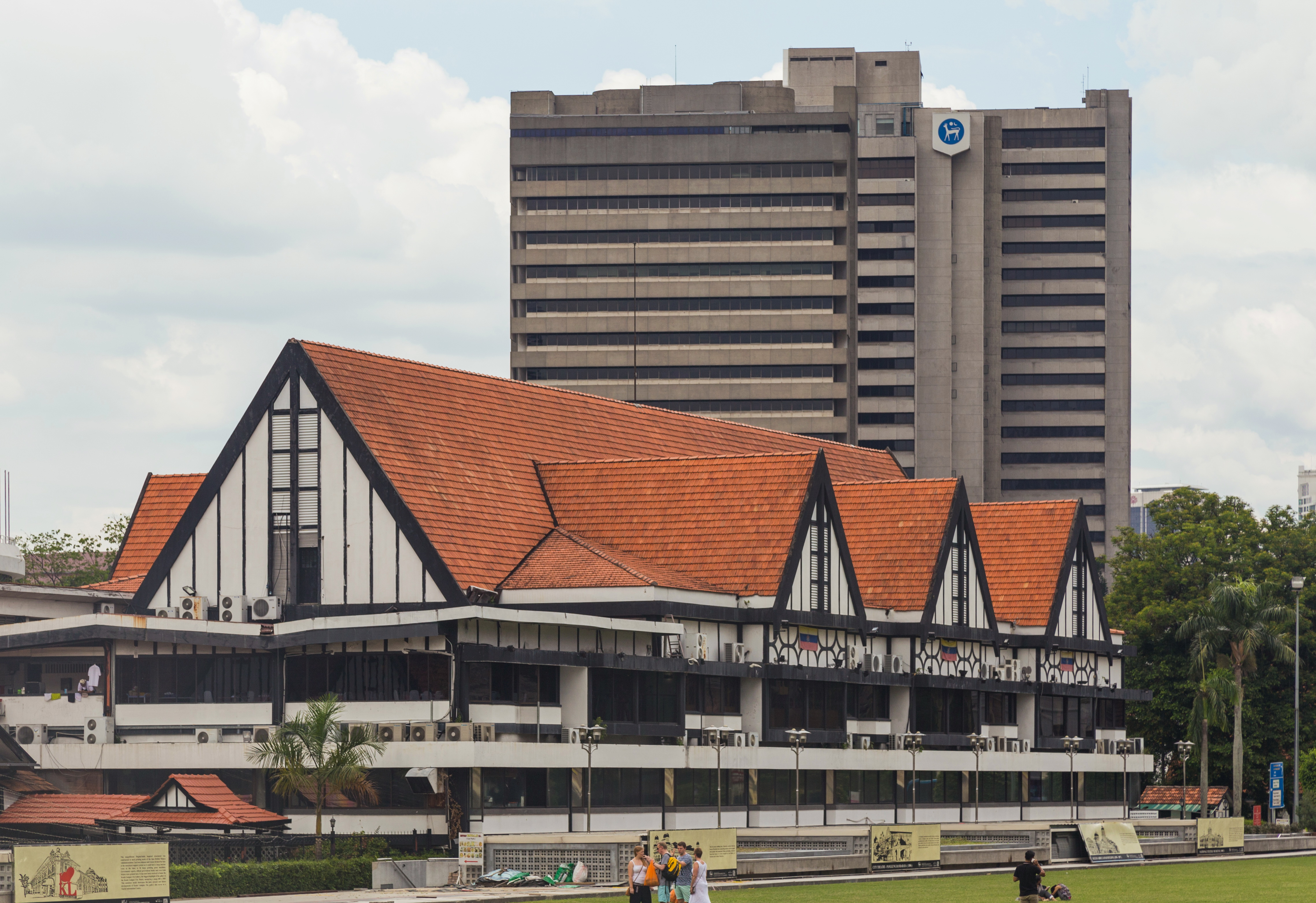
Клуб Селангор
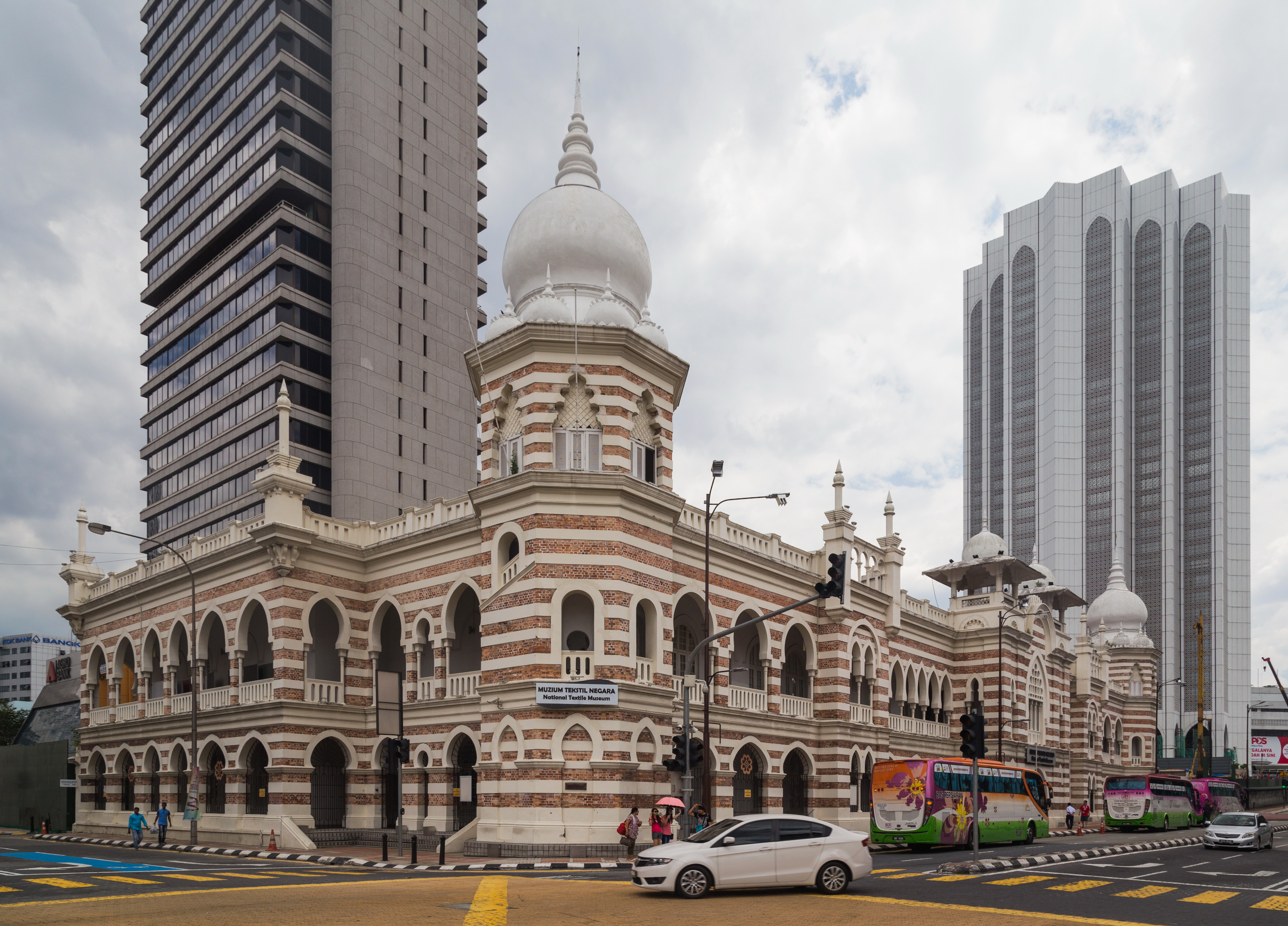
Национальный музей текстиля